# Merle Karusoo

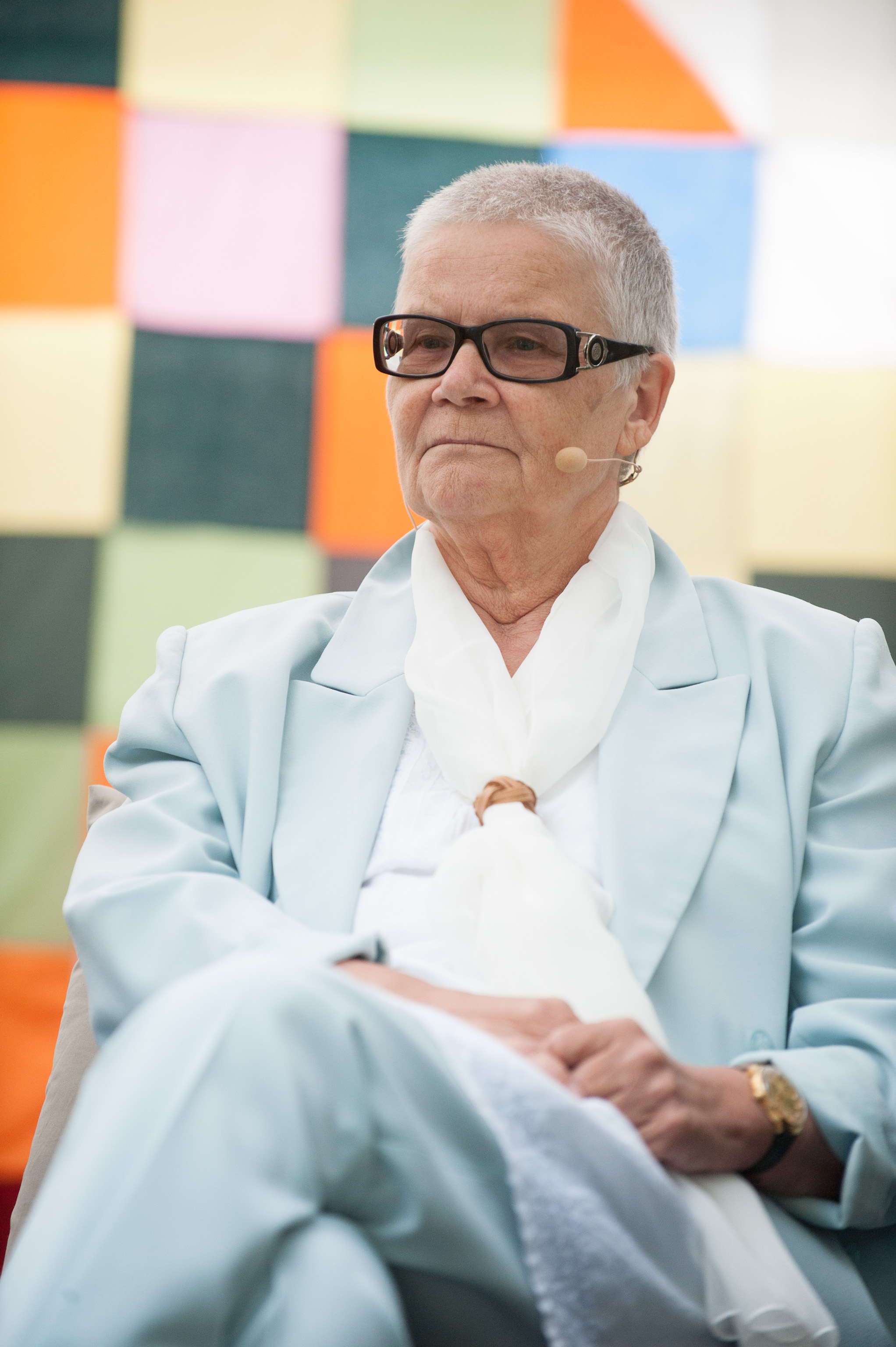
Merle Karusoo, 2014

Merle Karusoo (* 1. Juli 1944 in der Landgemeinde Rae) ist eine estnische Theaterregisseurin und Dramatikerin.

## Leben
Karusoo ging in Tallinn und Viljandi zur Schule und studierte von 1968 bis 1972 im Fernstudium an der Universität Tartu Estnische Philologie. Von 1972 bis 1976 studierte sie am Estnischen Konservatorium in Tallinn Dramaturgie und Schauspielkunst. Anschließend arbeitete sie zwei Jahre am Tallinner Dramatheater, danach von 1978 bis 1983 beim Noorsooteater (‚Junges Theater‘), dem heutigen Stadttheater von Tallinn. Später war sie Dozentin an der Estnischen Musikakademie und arbeitete für verschiedene Kulturzeitschriften. In der Spielzeit 1998/1999 war sie Direktorin des Estnischen Dramatheaters.

## Werk
Merle Karusoo inszeniert seit 1966 und schaffte 1980 mit der Inszenierung Ich bin dreizehn den Durchbruch. Das Besondere an dem Stück war, dass es ohne feste Textvorlage auf Grundlage von 500 Schüleraufsätzen spontan auf der Bühne während der Probe entstanden war. Die estnische Theaterwissenschaftlerin Piret Kruuspere spricht in diesem Zusammenhang von einer „kollektiven Dramaturgie“. Im Weiteren wurde eine als „soziologisches Theater“ bezeichnete Bühnenkunst Karusoos Markenzeichen, wobei gewissermaßen „das Leben selbst inszeniert wird.“
Ein weiteres Charakteristikum von Karusoo ist, dass sie sich gerne gesellschaftlicher Randgruppen annimmt. So basiert Save our souls (2000) auf Interviews mit inhaftierten Mörderinnen und Mördern. Das Stück wurde 2002 auf den Wiener Festwochen aufgeführt. In einem anderen Stück, Die Deporteure (1999), beleuchtet sie die estnischen Mittäter – also Täter und nicht Opfer – der sowjetischen Deportationen in der Stalinzeit. Damit eckt sie immer wieder an, provoziert und stößt auf Kritik, doch das ist gewollt: „Karusoo interessiert nicht so sehr, was Russen und Deutsche den Esten angetan haben, sie interessiert in erster Linie, was Esten den Esten angetan haben.“ Damit leistet sie, ähnlich wie Andrus Kivirähk, wenngleich ohne dessen Humor, einen Beitrag zur Dekonstruktion des „nationalen Mythos.“

## Auszeichnungen
- 1981 Juhan-Smuul-Preis
- 1990 Verdiente Künstlerin der Estnischen Sozialistischen Sowjetrepublik
- 2001 Orden des weißen Sterns, IV. Klasse
- 2006 Literaturpreis des Estnischen Kulturkapitals (Drama)
- 2008 Virumaa-Literaturpreis
- 2018 Staatlicher Kulturpreis Estlands für das Lebenswerk

## Bibliografie
- Mida on õpetanud Voldemar Panso ('Was Voldemar Panso mir beigebracht hat'). Tallinn: Eesti NSV Haridusministeerium 1980. 131 S.
- Olen kolmeteistkümne aastane. Ühe etenduse lugu ('Ich bin dreizehn. Geschichte einer Aufführung'). Tallinn: Eesti Raamat 1989. 92 S.
- Kured läinud, kurjad ilmad ('Die Kraniche sind fort, das Wetter ist schlecht'). Tartu: Eesti Kirjandusmuuseum 1997. 372 S.
- Kui ruumid on täis. Eesti rahva elulood teatritekstides 1982–2005 ('Wenn die Räume voll sind. Lebensgeschichten des estnischen Volks in Theatertexten 1982–2005'). Tallinn: Varrak 2008. 602 S.
- Tunnistamisi. Mõtteid ja esseid ('Zeugnisse. Gedanken und Essays'). Tallinn: SE&JS 2019. 157 S.

## Deutsche Übersetzungen
- Die Kraniche sind fort, das Wetter ist schlecht. Übersetzt von Irja Grönholm, in: Estonia 2/1999, S. 48–69.
- Save our souls. Übersetzt von Irja Grönholm, in: Estonia 2/2002, S. 20–31.

## Sekundärliteratur
- Marju Lauristin: Sotsioloogia pluss improvisatsioon = sotsioloogiline dramaturgia?, in: Kirjanduse jaosmaa '81. Tallinn 1983, S. 123–129.
- Piret Kruuspere: Merle Karusoo dramaturgina, in: Vikerkaar 3/1987, S. 43–47.
- Andrei Hvostov: Die Karusoo, die ich nicht kenne, in: Estonia 2/2002, S. 13–19.
- Piret Kruuspere: Merle Karusoo's Memory Theatre, in: interlitteraria 7 (2002), S. 276–289.
- Pamela Monaca, Leena Kurvet-Käosaar: Investigating Wor(l)ds: The Personal Is Political in the Drama of Merle Karusoo and Anna Deavere Smith, in: interlitteraria 7 (2002), 290–304.